# Дуб скельний (пам'ятка природи)
Дуб ске́льний — ботанічна пам'ятка природи місцевого значенняв Україні. Розташована на території Болехівської міської ради Івано-Франківської області, на захід від міста Болехів.
Площа — 1,9 га, статус отриманий у 1976 році. Перебуває у віданні ДП «Болехівський держлісгосп» (Болехівське лісництво, кв. 52, вид. 1, 29-31).